# Попугай Микки
Попугай Микки — анимационный короткометражный мультфильм выпущенный 9 сентября 1938 г. с участием Микки Мауса и Плуто.

## Сюжет
В дождливый день попугай случайно выпадает из грузовика с вещами. Он оказывается у дома Микки Мауса, который вместе с Плуто слушает радио. Именно в этот момент передают, что на свободе бродит убийца. Попугай забирается в дом, и Микки думает, что это убийца. Он хватает ружье и отправляется на поиски незваного гостя. Плуто тоже отправляется на поиски и первым находит птицу. Он начитает гоняться за ней, переворачивая всё вверх дном. В это же время с ними сталкивается Микки. Мышонок наконец понимает, что всё это время он сражался с безобидным попугаем.

## Роли озвучивали
- Уолт Дисней: Микки, попугай
- Пинто Колвиг: Плуто
- Джун Форей: Бьянка
- Билли Блэтчер: диктор радио

## Удалённые сцены
Следующие сцены были удалены из короткого релиза из-за нехватки времени:
- Попугай, поющий «Blow the Man Down».
- Диктор радио, рассказывающий об убийце: «Он вооружен и опасен! Заприте свои двери!»
- Дробовик Микки заменён менее угрожающей метлой.
- Микки хлопает Плуто по заду, когда они оба прячутся в кровати Микки.
- Вся сцена Микки в подвале.
- Вся сцена с попугаем внутри индейки.
- Противостояние Плуто с попугаем, прежде чем он отгоняет его к пианино.
- Микки стреляет из дробовика в хлопающий попкорн; однако после замены дробовика метлой кадры с пулевыми отверстиями не исправили.

## Награды
- Микки Маус получил звезду на аллее славы в Голливуде.
- В 1932 году Уолт Дисней получил Премию «Оскар» за выдающиеся заслуги в кинематографе — За создание Микки Мауса.